# Michaël Bodegas
Michaël Alexandre Bodegas (La Seyne-sur-Mer, 3 maggio 1987) è un pallanuotista francese naturalizzato italiano, centroboa del Marsiglia. Dal 2022 indossa nuovamente la calottina della nazionale francese.

## Palmarès

### Club
- Campionato francese: 12

Marsiglia: 2005, 2006, 2007, 2008, 2009, 2010, 2011, 2013, 2022, 2023, 2024, 2025
- Coupe de France: 10

Marsiglia: 2007, 2009, 2010, 2011, 2012, 2013, 2022, 2023, 2024, 2025
- Campionato italiano: 4

Pro Recco: 2015-16, 2016-17, 2017-18, 2018-19
- Coppe Italia: 4

Pro Recco: 2015-16, 2016-17, 2017-18, 2018-19
- Campionato spagnolo: 2

Barceloneta: 2019-2020, 2020- 2021
- Copa del Rey: 2

Barceloneta: 2019-2020, 2020-2021
- Supercopa de España: 2

Barceloneta: 2019, 2021
- Supercoppa LEN: 1

Pro Recco: 2016

### Nazionale
- Olimpiadi

Rio de Janeiro 2016: 
- Mondiali

Gwangju 2019: 
- World League

Ruza 2017: 